# 象鸟
象鳥（elephant bird）又称隆鸟，是一类生活在馬達加斯加內体型巨大、不會飛的鸟类，其下有象鳥屬、穆氏象鸟属和巨象鸟属三屬，至少在16世紀以前便已滅絕。象鳥曾被認為是世界所存在過最大的鳥類，身高可超過三公尺、體重達半公噸，直到2006年的十月被駭鳥（Phorusrhacidae）的化石比下為止。
「隆鳥」的成鳥和蛋都有陸續地被發現，某些蛋長軸甚至有1英尺長（30.48cm長）。現今有四個種被歸類於「隆鳥屬」之下：A. hildebrandti、A. gracilis、A. medius和A. maximus (Brodkorb, 1963)，但這種分類並不是完全沒有爭論的，有些的作者會將其歸類在同一個種A. maximus裡。象鸟屬於古顎總目，和鴕鳥的關係較近，不能飛，且其胸骨沒有龍骨脊。
華盛頓的國家地理學會中擺有一顆由路易斯·馬登在1967年所發現的一顆隆鳥蛋。這顆蛋絲毫未損，而且裡面還有一隻未生小鳥的胚胎骨架。
象鳥的滅絕與人類有關，但不是被他們獵殺，而是由於來自馬達加斯加的新移民仍然過着刀耕火種的生活，不斷破壞森林來開拓農地，令象鳥可棲息的地方變得愈來愈少。
於金庸筆下的武俠小說《神雕俠侶》後記中，金庸表示書中「神雕」之形象有部分取自於象鳥的特徵。

## 种类
现在通常认为象鸟属（Aepyornis）下包含两种物种，但饱含争议。而穆氏象鸟属包含一个物种。
- 象鸟属(Aepyornis) Geoffroy Saint-Hilaire 1850[4]
  - 希氏象鸟 Aepyornis hildebrandti Burckhardt, 1893
  - 巨型象鸟 Aepyornis maximus Hilaire, 1851
- 穆氏象鸟属(Mullerornis) Milne-Edwards & Grandidier 1894，属名纪念乔治·穆勒（Georges Muller）。
  - 小穆氏象鳥 Mullerornis modestus (Milne-Edwards & Grandidier 1869) Hansford & Turvey 2018[5]
- 巨象鸟属 （Vorombe） Hansford & Turvey, 2018，属名在马达加斯加语中意为“巨大的鸟”。
  - 泰坦巨象鸟Vorombe titan Andrews 1894

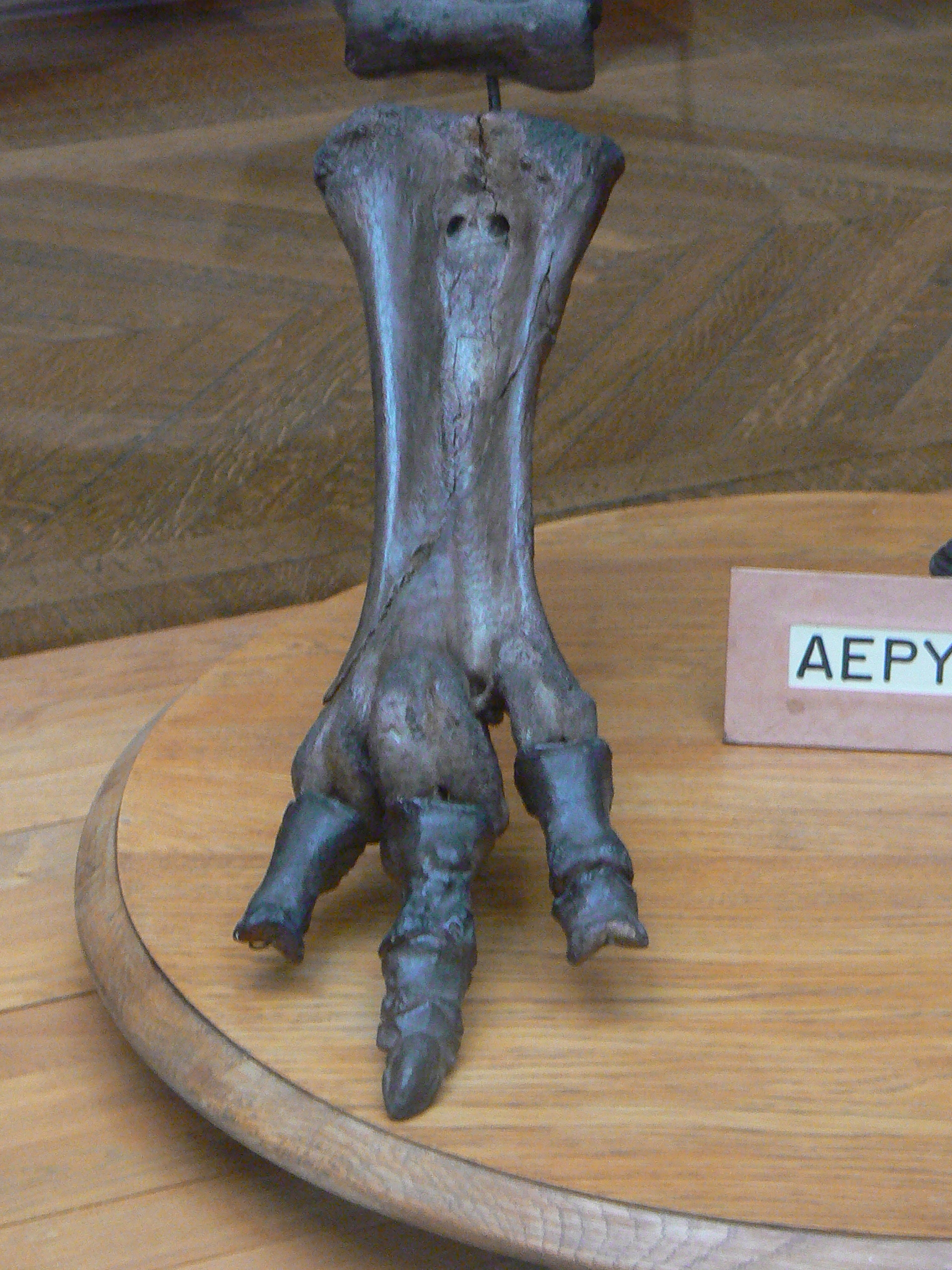
足
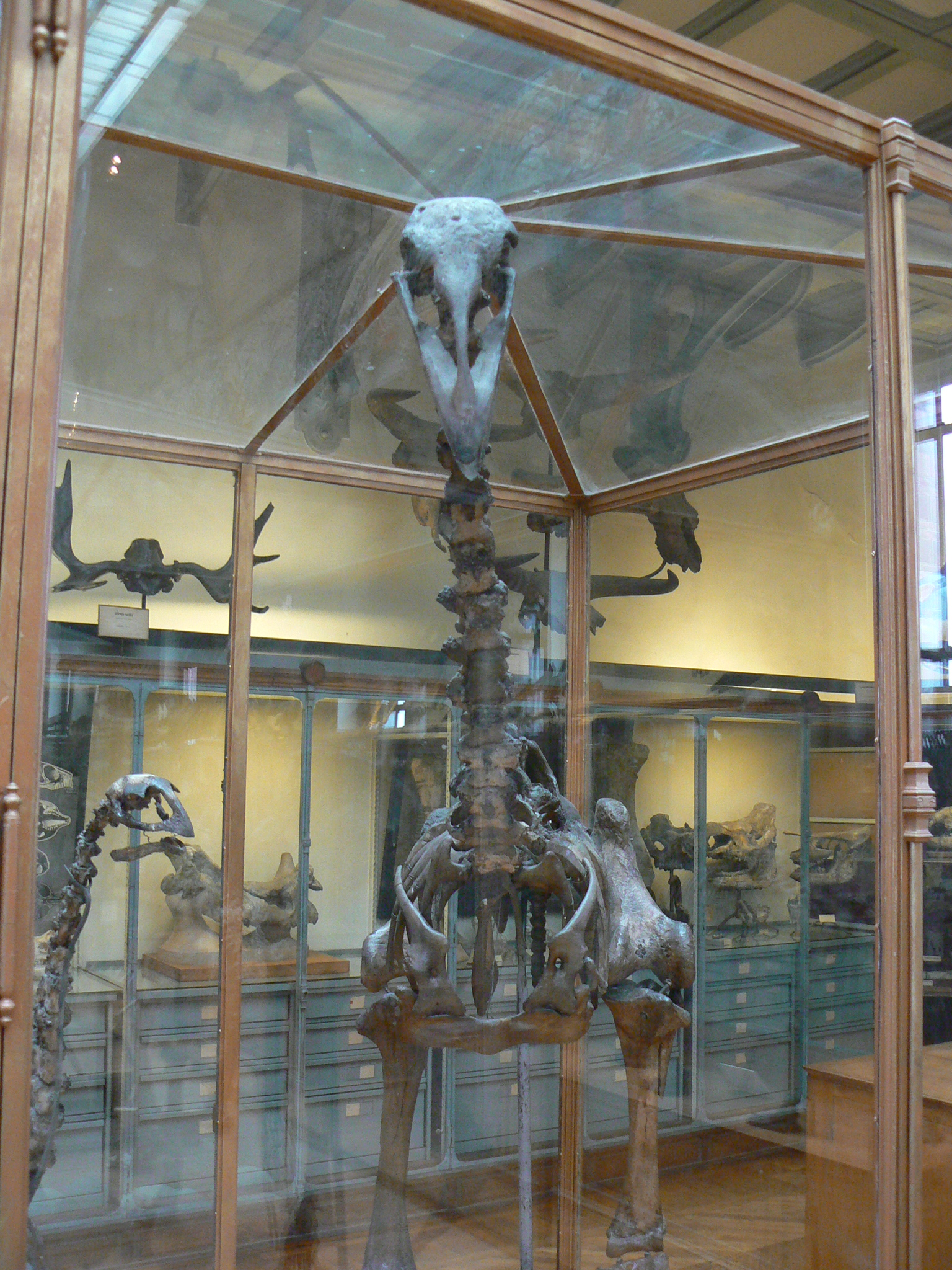
前視
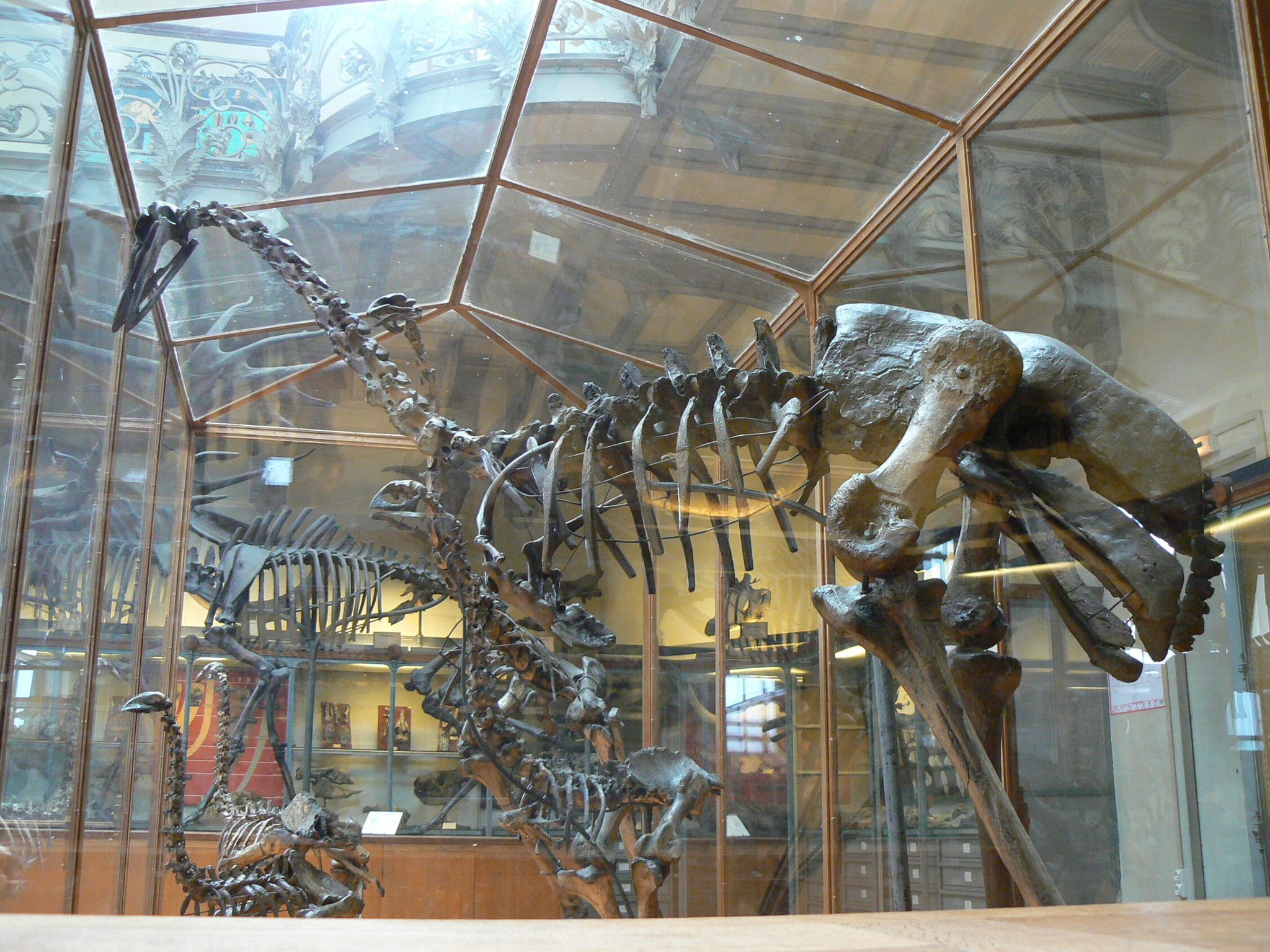
側視
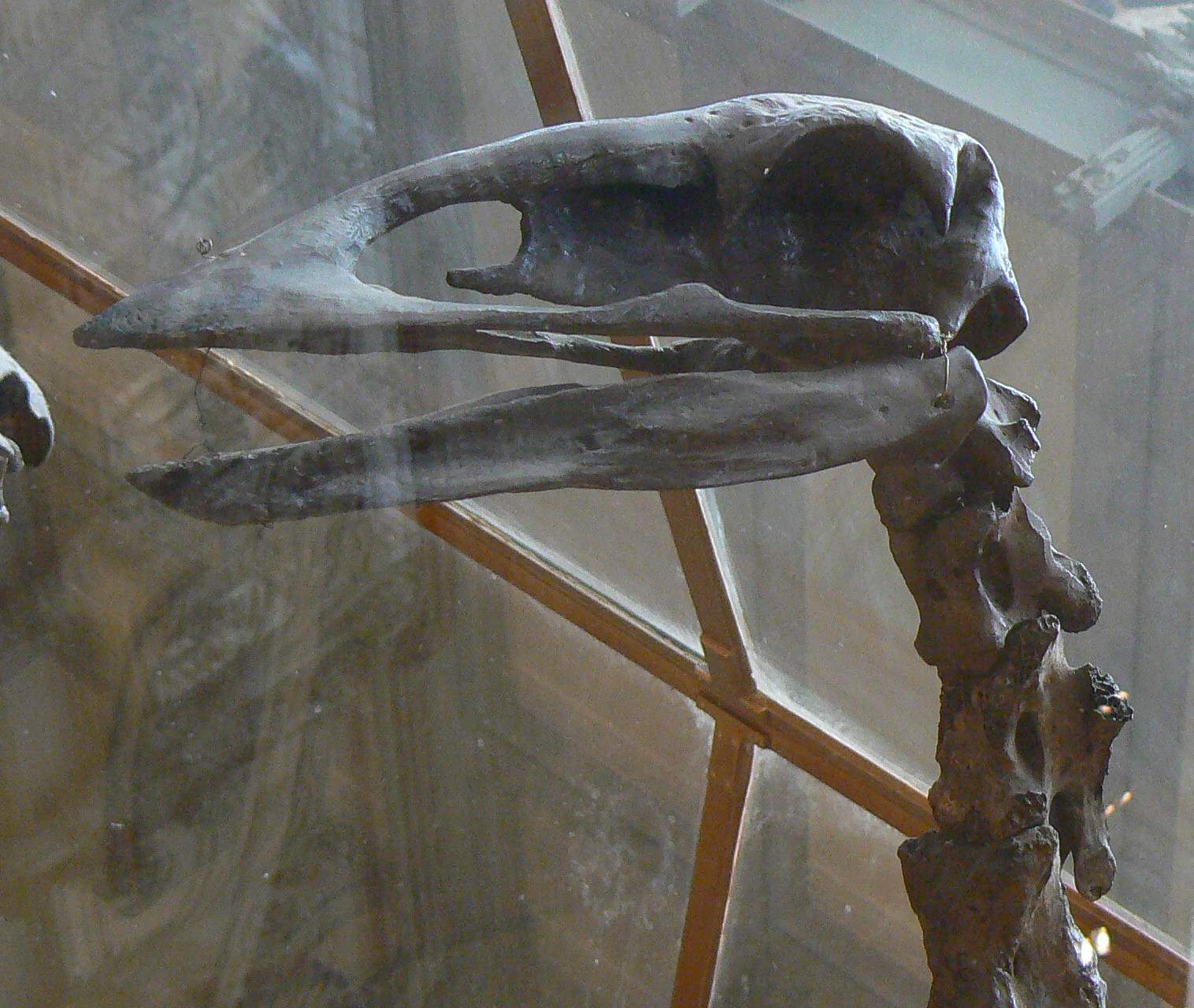
顱
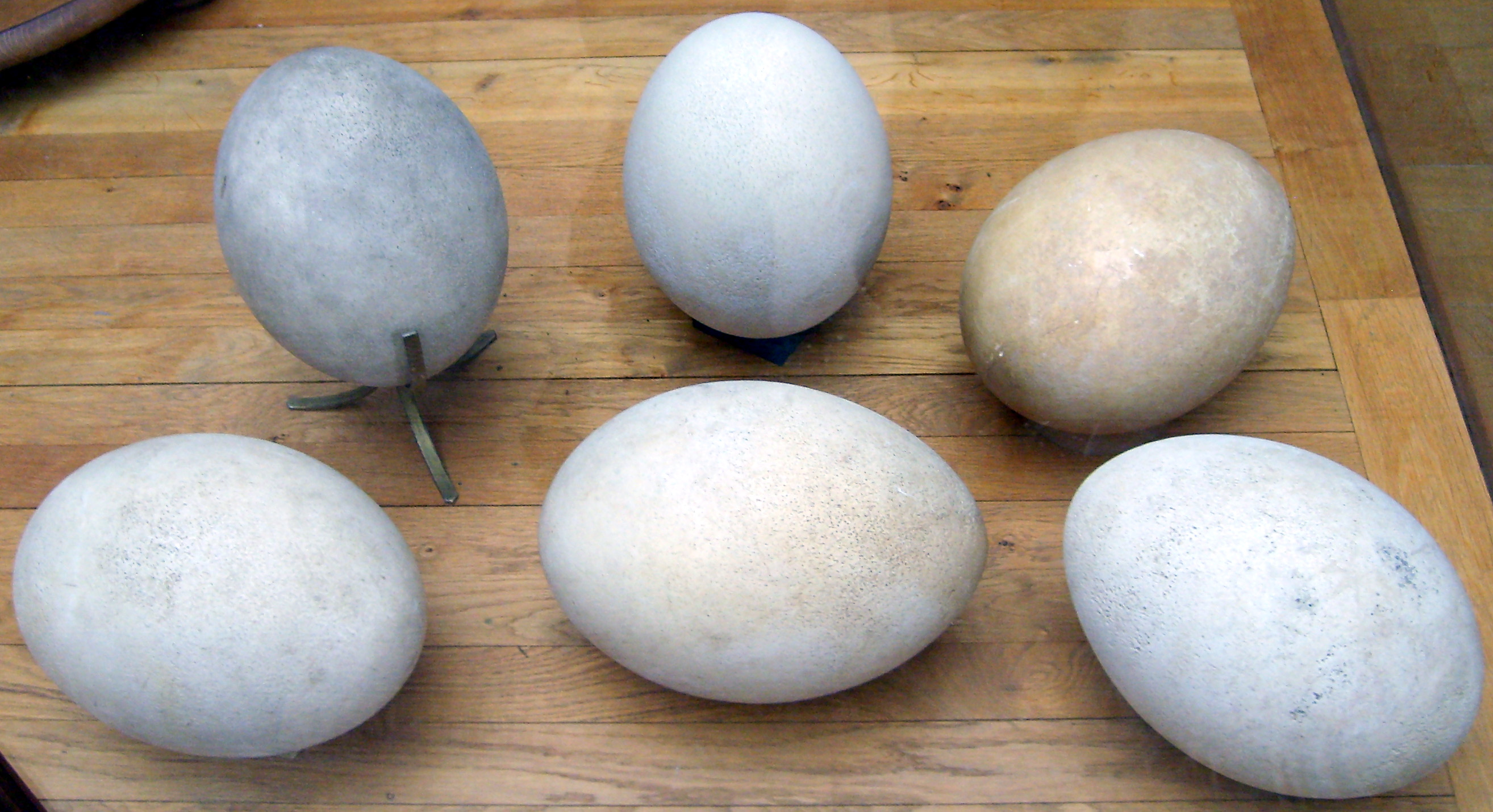
蛋